# Coupe de la Ligue 2006-2007
La Coupe de la Ligue 2006-2007 fu la 13ª edizione della manifestazione. Iniziò il 15 agosto 2006 e si concluse il 31 marzo 2007 con la finale allo Stade de France, vinta dal Bordeaux per uno a zero contro l'Olympique Lione. La squadra campione in carica fu il Nancy.

## Calendario

### Primo turno
| Squadra 1     | Risultato | Squadra 2   |
| ------------- | --------- | ----------- |
| Clermont Foot | 3 - 0     | Laval       |
| Niort         | 1 - 2     | FC Libourne |
| Sète          | 2 - 0     | Tours       |

### Secondo turno
| Squadra 1     | Risultato         | Squadra 2         |
| ------------- | ----------------- | ----------------- |
| Ajaccio       | 0 - 1             | FC Libourne       |
| Amiens        | 2 - 1             | Le Havre          |
| Bastia        | 0 - 0 (3 - 5 dcr) | Sète              |
| Clermont Foot | 1 - 0             | Guingamp          |
| Montpellier   | 3 - 0             | Grenoble          |
| Stade Reims   | 1 - 0             | Caen              |
| Istres        | 2 - 1             | Gueugnon          |
| Châteauroux   | 2 - 4             | Strasburgo        |
| Digione       | 3 - 2             | Brest             |
| Metz          | 0 - 1             | Créteil-Lusitanos |

### Terzo turno
| Squadra 1           | Risultato         | Squadra 2           |
| ------------------- | ----------------- | ------------------- |
| Digione             | 2 - 1             | Amiens              |
| Brest               | 1 - 2 (dts)       | Montpellier         |
| Istres              | 0 - 1             | Lilla               |
| Nantes              | 0 - 2             | Tolosa              |
| Stade Reims         | 3 - 1             | Clermont Foot       |
| Auxerre             | 2 - 0             | Strasburgo          |
| Créteil-Lusitanos   | 1 - 4             | Lens                |
| Montpellier         | 1 - 2             | Olympique Marsiglia |
| Nancy               | 1 - 0             | Nizza               |
| Paris Saint-Germain | 3 - 1             | Lorient             |
| Rennes              | 2 - 1             | FC Libourne         |
| Sedan               | 0 - 1             | Sochaux             |
| Sète                | 1 - 4             | Saint-Étienne       |
| Troyes              | 1 - 2             | Le Mans             |
| Valenciennes        | 0 - 0 (4 - 5 dcr) | Monaco              |

### Ottavi di finale
| Squadra 1       | Risultato         | Squadra 2           |
| --------------- | ----------------- | ------------------- |
| Le Mans         | 3 - 1             | Lens                |
| Lilla           | 0 - 2             | Rennes              |
| Nancy           | 2 - 1             | Tolosa              |
| Stade Reims     | 0 - 0 (4 - 3 dcr) | Monaco              |
| Sochaux         | 5 - 0             | Digione             |
| Auxerre         | 0 - 1             | Bordeaux            |
| Olympique Lione | 2 - 1             | Paris Saint-Germain |
| Saint-Étienne   | 4 - 1             | Olympique Marsiglia |

### Quarti di finale
| Squadra 1       | Risultato | Squadra 2     |
| --------------- | --------- | ------------- |
| Bordeaux        | 1 - 0     | Saint-Étienne |
| Rennes          | 0 - 1     | Stade Reims   |
| Olympique Lione | 3 - 1     | Nancy         |
| Sochaux         | 1 - 2     | Le Mans       |

### Semifinali
| Squadra 1       | Risultato | Squadra 2 |
| --------------- | --------- | --------- |
| Stade Reims     | 1 - 2     | Bordeaux  |
| Olympique Lione | 1 - 0     | Le Mans   |

### Finale
| Arbitro: | Piccirillo |

|  |           |              |
|  | Marcatori | 89’ Henrique |

| Olympique Lione | Bordeaux |

#### Formazioni
| Olympique Lione (4-5-1) |    |                      |     |
|                         |    |                      |     |
| POR                     | 30 | Rémy Vercoutre       |     |
| TD                      | 2  | François Clerc       |     |
| DC                      | 3  | Cris                 |     |
| DC                      | 29 | Sébastien Squillaci  |     |
| TS                      | 20 | Éric Abidal          |     |
| CLD                     | 14 | Sidney Govou         |     |
| CC                      | 8  | Juninho Pernambucano | 68’ |
| CC                      | 21 | Tiago                | 91’ |
| CC                      | 28 | Jérémy Toulalan      |     |
| CLS                     | 10 | Florent Malouda      |     |
| ATT                     | 11 | Fred                 |     |
| A disposizione:         |    |                      |     |
| POR                     | 1  | Grégory Coupet       |     |
| DIF                     | 5  | Caçapa               |     |
| CEN                     | 6  | Kim Källström        | 68’ |
| ATT                     | 7  | Milan Baroš          |     |
| DIF                     | 12 | Anthony Réveillère   |     |
| ATT                     | 19 | Karim Benzema        |     |
| ATT                     | 22 | Sylvain Wiltord      | 91’ |
| Allenatore:             |    |                      |     |
| Gérard Houllier         |    |                      |     |

| Bordeaux (4-4-2) |    |                         |     |
|                  |    |                         |     |
| POR              | 16 | Ulrich Ramé             |     |
| TD               | 18 | Julien Faubert          | 78’ |
| DC               | 3  | Carlos Henrique         |     |
| DC               | 27 | Marc Planus             |     |
| TS               | 6  | Franck Jurietti         |     |
| CLD              | 14 | Johan Micoud            | 84’ |
| CC               | 5  | Fernando Menegazzo      |     |
| CC               | 24 | Rio Mavuba              |     |
| CLS              | 17 | Wendel                  |     |
| ATT              | 9  | Jean-Claude Darcheville |     |
| ATT              | 29 | Marouane Chamakh        | 70’ |
| A disposizione   |    |                         |     |
| POR              | 30 | Mathieu Valverde        |     |
| ATT              | 7  | Fernando Cavenaghi      |     |
| CEN              | 8  | Alejandro Alonso        |     |
| CEN              | 11 | Vladimír Šmicer         | 84’ |
| DIF              | 13 | David Jemmali           |     |
| CEN              | 15 | Jussiê                  |     |
| DIF              | 23 | Florian Marange         |     |
| Allenatore:      |    |                         |     |
| Ricardo Gomes    |    |                         |     |